# シカリ・ドッグ
シカリ・ドッグ（英：Shikhari Dog）は、インド（ヒマラヤのクマオン地方）原産の犬種である。犬種名はShikari Dogとつづられることもある。

## 歴史
かなり古くから存在する犬種ではあるが、古来から伝承されてきた生い立ちが本当であるかははっきりとは分かっていない。シカリはドールという野生のイヌ科動物を飼い慣らして作出されたと伝えられている。尚、慣化の際には少し現地のパリア犬の血も加えられたともいわれている。しかし、ドールを慣化することは出来たとしても、イエイヌであるパリア犬を交配させ、繁殖能力を持つ正常なハイブリッドが生まれるかどうかについては未だはっきりと分かっていない。更に、ドールは非常に警戒心の強い動物であり、人が飼い慣らすのが難しい事などから、このドール起源説に異議を唱える専門家も多い。それを否定する派の立てた誕生の仮説としては、単に現地のパリア犬を飼い慣らしてシカリ・ドッグを作り上げたとするパリア犬起源説が挙げられているが、こちらもまだ科学的な裏づけがなされていない。だが、現在はシカリとドールの生態や性質を綿密に調査した結果、完全にドールだけを用いて（慣化して）本種が作出されたという説は誤りであることが判明した。
主に番犬と猟犬として使われている。番犬としては家の見張りをし、来客や侵入者に対し吠えることで主人に知らせる。又、不審者に対しては勇敢に飛び掛り、攻撃を行なって撃退させることも可能である。猟犬としてはパックで大型哺乳類を狩るのに用いられている。視覚と嗅覚を駆使して獲物を発見し、犬たち自身で判断を下して協力しながら仕留める。普段は用心深いが、このように仕事を行なう際に獰猛になるということがドールと共通している点であり、（ドール起源説の真偽は別として）研究者にも興味を持たれている。
シカリは原産地クマオン地方でのみ飼育されており、そこ以外では飼われていない地域限定の希少種である。生存頭数自体も非常に少なく、他犬種との交雑も発生し絶滅が危惧されている。FCI等のケネルクラブには公認登録への申請を行なっておらず、ほぼ全ての犬が実用犬として飼育されている。

## 特徴
脚が長く、ややがっしりした筋肉質の体格を持った犬である。マズルの長さは中ぐらいで、鼻下の部分が少し膨らんでいる。頭頂は平らで、目は小さい。胸は広く、耳は細長い立ち耳尾は巻きかかった垂れ尾若しくは通常の垂れ尾。コートは硬めでさらりとしたショートコートのものと、やわらかく長いロングコートのものの2タイプがある。ロングコートの犬の毛の長さ等はボーダー・コリーに似る。ロングコートの犬の尾にはふさふさした飾り毛があるが、ショートコートの犬にはそれが無い。毛色は主にレッド、レッド・アンド・ホワイト、ブラック・アンド・ホワイトやホワイト・アンド・ブラックなどがある。正確な体高はよく分かっていないが、地面から頭までの高さが91cmもあったといわれている。しかし、体高というのは犬の地面から肩（鬐甲）までの高さのことであり、頭までの高さは体高ではない。だが、そのサイズを参考に単純換算すると、本種は大型犬並の体高を持つ犬であるということがうかがい知れる（大型犬：一般的に体高60cm以上の犬種）。性格は忠実で冷静、主人家族に対しては友好的だが、警戒心が強くいざというときには勇猛果敢になる。状況判断力に優れ、主人家族に危機が迫ったと感じれは命がけで相手に立ち向かう。運動量はかなり多く、吠え声が大きいなどの点から集合十打区での飼育にはまず不向きである。ドール若しくはパリア犬から受け継いだ強い病的抵抗力を持ち丈夫な体質で、かかりやすい病気はほとんど無い。